# Persone di cognome Díaz
| Questa pagina contiene informazioni ricavate automaticamente dalle voci biografiche con l'ausilio del template Bio e di un bot. L'aggiornamento è periodico e automatico e ricostruisce completamente la pagina. Se manca una persona in questa lista, sei pregato di non aggiungerla, ma accertati piuttosto che la sua voce biografica contenga il template Bio e che i dati anagrafici siano correttamente compilati. Se il template Bio manca, inseriscilo tu stesso o, in alternativa, metti l'avviso {{tmp\|Bio}} che ne segnala la mancanza. Se i dati riportati sono sbagliati, correggi direttamente la voce biografica; le modifiche saranno visibili in questa lista entro pochi giorni. Per chiarimenti vedi il progetto antroponimi. La lista contiene solo le 69 persone che sono citate nell'enciclopedia e per le quali è stato implementato correttamente il template Bio. Pagina aggiornata al 23 lug 2025. |

Questa è una lista di persone presenti nell'enciclopedia che hanno il cognome Díaz, suddivise per attività principale.

## Allenatori di calcio(2)
- Ramón Díaz, allenatore di calcio e ex calciatore argentino (La Rioja, n. 1959)
- Emiliano Díaz, allenatore di calcio e ex calciatore argentino (Napoli, n. 1983)

## Artisti(1)
- Damià Díaz, artista spagnolo (Alicante, n. 1966)

## Attori(3)
- Héctor Díaz, attore argentino (Buenos Aires, n. 1966)
- Chico Díaz, attore messicano (Città del Messico, n. 1959)
- Guillermo Díaz, attore statunitense (New Jersey, n. 1975)

## Attrici(2)
- Julieta Díaz, attrice argentina (Buenos Aires, n. 1977)
- Marujita Díaz, attrice spagnola (Siviglia, n. 1932 - Madrid, † 2015)

## Bassi(1)
- Justino Díaz, basso portoricano (San Juan, n. 1940)

## Calciatori(41)
- Armando Díaz, calciatore argentino
- Daniel Díaz, ex calciatore argentino (San Fernando del Valle de Catamarca, n. 1979)
- Gastón Díaz, calciatore argentino (Buenos Aires, n. 1988)
- Gerson Díaz, ex calciatore venezuelano (Caracas, n. 1972)
- Zenón Díaz, calciatore argentino (San Marcos, n. 1880 - Rosario, † 1948)
- Andrés Díaz, ex calciatore argentino (Rosario, n. 1983)
- Carlos Richard Díaz, ex calciatore uruguaiano (Montevideo, n. 1979)
- Cristian Díaz, ex calciatore argentino (Florencio Varela, n. 1976)
- Damián Díaz, calciatore argentino (Rosario, n. 1986)
- Iván Díaz, calciatore argentino (San Fernando, n. 1993)
- Leandro Nicolás Díaz, calciatore argentino (San Miguel de Tucumán, n. 1992)
- Leonardo Díaz, ex calciatore argentino (Santa Fe, n. 1972)
- Mauro Díaz, calciatore argentino (Concepción del Uruguay, n. 1991)
- Octavio Díaz, calciatore argentino (n. 1900 - † 1973)
- Cristián Omar Díaz, ex calciatore argentino (San Miguel de Tucumán, n. 1986)
- Rubén Toribio Díaz, ex calciatore peruviano (Lima, n. 1952)
- Agustín Díaz, calciatore argentino (Villa Carlos Paz, n. 1988)
- Alec Díaz, calciatore portoricano (San Juan, n. 2001)
- Alexander Díaz, calciatore argentino (Nueve de Julio, n. 2000)
- Brahim Díaz, calciatore spagnolo (Malaga, n. 1999)
- Cristian Díaz, calciatore argentino (Villa Constitución, n. 1989)
- Diego Armando Díaz, calciatore argentino (Los Frentones, n. 2002)
- Energio Díaz, ex calciatore ecuadoriano (Esmeraldas, n. 1969)
- Enzo Díaz, calciatore argentino (Las Toscas, n. 1995)
- Eusebio Díaz, calciatore paraguaiano (n. 1898 - † 1959)
- Franco Díaz, calciatore argentino (Burzaco, n. 2000)
- Gabriel Díaz, calciatore argentino (Buenos Aires, n. 1989)
- Gonzalo Díaz, ex calciatore uruguaiano (Fray Bentos, n. 1966)
- Hernán Díaz, ex calciatore argentino (Barrancas, n. 1965)
- Isidoro Díaz, ex calciatore messicano (n. 1940)
- Jorge Manuel Díaz, ex calciatore argentino (Real Sayana, n. 1966)
- José Díaz, ex calciatore argentino (Buenos Aires, n. 1938)
- Juan Ignacio Díaz, calciatore argentino (La Plata, n. 1998)
- Lautaro Díaz, calciatore argentino (Buenos Aires, n. 1998)
- Marcos Díaz, calciatore argentino (Santa Fe, n. 1986)
- Nelson Díaz, calciatore uruguaiano (Montevideo, n. 1942 - † 2018)
- Roberto Osvaldo Díaz, ex calciatore argentino (Buenos Aires, n. 1953)
- Rodrigo Iván Díaz, calciatore argentino (n. 1996)
- Rubén Oswaldo Díaz, calciatore e allenatore di calcio argentino (Buenos Aires, n. 1946 - Buenos Aires, † 2018)
- Ángel Gastón Díaz, ex calciatore argentino (Lomas de Zamora, n. 1981)
- Óscar Armando Díaz, calciatore salvadoregno (Santa Rosa de Lima, n. 1970 - Santa Rosa de Lima, † 1998)

## Cantanti(1)
- Simón Díaz, cantante e compositore venezuelano (Barbacoas, n. 1928 - Caracas, † 2014)

## Cestisti(1)
- José Luis Díaz, ex cestista cubano (Matanzas, n. 1970)

## Chitarristi(1)
- Alirio Díaz, chitarrista venezuelano (Carora, n. 1923 - Roma, † 2016)

## Esploratori(1)
- Melchor Díaz, esploratore spagnolo († 1541)

## Giocatori di calcio a 5(1)
- Marcelo Díaz, ex giocatore di calcio a 5 argentino (n. 1961)

## Nobili(2)
- Jimena Díaz, nobile spagnola (n. 1046 - Burgos, † 1116)
- Muniadona Díaz, nobile spagnola († 968)

## Pallavoliste(1)
- Odemaris Díaz, pallavolista portoricana (n. 1982)

## Pugili(3)
- David Díaz, pugile statunitense (Chicago, n. 1976)
- Juan Díaz, pugile messicano (Houston, n. 1983)
- Julio Díaz, pugile messicano (Jiquilpan, n. 1979)

## Registi(1)
- César Díaz, regista, sceneggiatore e direttore della fotografia guatemalteco (Città del Guatemala, n. 1978)

## Rugbisti a 15(2)
- Manuel Díaz, ex rugbista a 15 argentino (Mendoza, n. 1973)
- Matías Díaz, rugbista a 15 argentino (Mendoza, n. 1993)

## Scrittori(1)
- Junot Díaz, scrittore dominicano (Santo Domingo, n. 1968)

## Tennisti(1)
- Jacobo Díaz, ex tennista spagnolo (Madrid, n. 1976)

## Teologi(1)
- Juan Díaz, teologo spagnolo (Cuenca, n. 1510 - Neuburg, † 1546)

## Triplisti(1)
- Maximiliano Díaz, triplista argentino (Merlo, n. 1988)

## Senza attività specificata(1)
- Pablo Diaz, argentino (La Plata, n. 1958)